# Sabana Grande de Boyá (kommun)
Sabana Grande de Boyá är en kommun i Dominikanska republiken.   Den ligger i provinsen Monte Plata, i den östra delen av landet, 60 km norr om huvudstaden Santo Domingo. Antalet invånare i kommunen är cirka 31 000.